# Agonopterix hippomarathri
Agonopterix hippomarathri — вид метеликів родини плоских молей (Depressariidae).

## Поширення
Вид поширений в Європі та Північній Африці.

## Опис
Розмах крил становить 14–18 мм.

## Спосіб життя
Личинки живляться листям Seseli hippomarathrum і Trinia glauca.